# Torre Locatelli
La Torre Locatelli, nota anche come Palazzo Locatelli, è uno storico edificio di Milano situato in piazza della Repubblica n. 27.

## Storia
L'edificio venne eretto tra il 1936 e il 1939 secondo il progetto dell'architetto Mario Bacciocchi. La torre, dall'aspetto monumentale, sarebbe dovuta essere affiancata da un edificio gemello mai realizzato. In luogo di quest'ultimo, è stata poi edificata la Torre Breda. Le due torri gemelle dovevano rappresentare una porta d'ingresso monumentale al viale che conduce verso la stazione di Milano Centrale.

## Descrizione
La torre, situata all'angolo tra piazza della Repubblica e via Vittor Pisani, raggiunge un'altezza di 67 metri per 17 piani. Il basamento rivestito in marmo chiaro, che occupa i primi tre piani, è scandito sulla facciata rivolta su via Pisani da un monumentale portico a doppia altezza. I piani superiori al basamento sono caratterizzati dalla presenza, ogni due piani, di cornicioni in cotto. Sulla sommità della torre è presente una grande terrazza. L'edificio è prettamente ad uso residenziale, uso che è affiancato da alcuni uffici destinati al terziario. Il lato adiacente a via Pisani è impreziosito da due bassorilievi in stile razionalista che rappresentano i mestieri.

## Galleria d'immagini

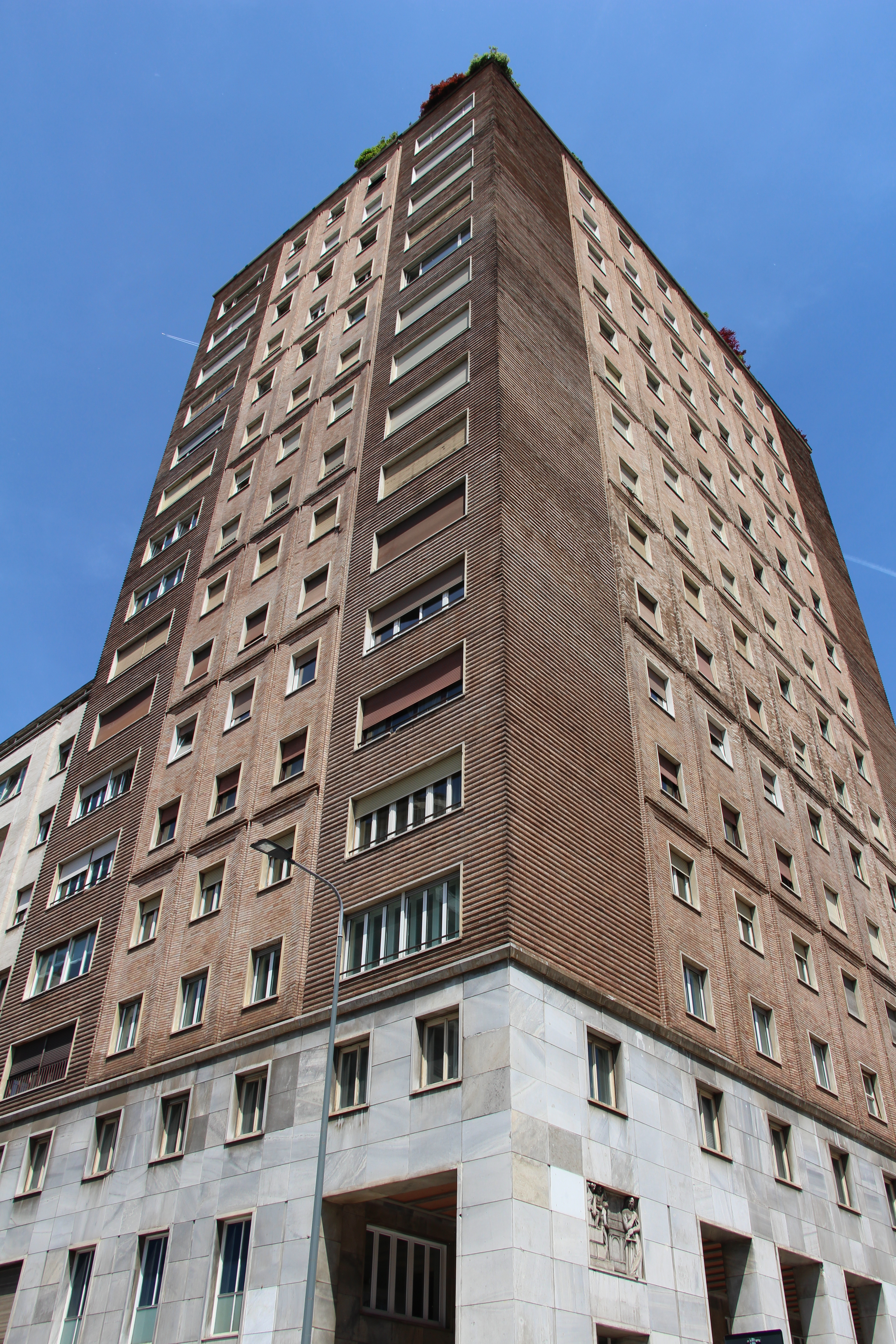
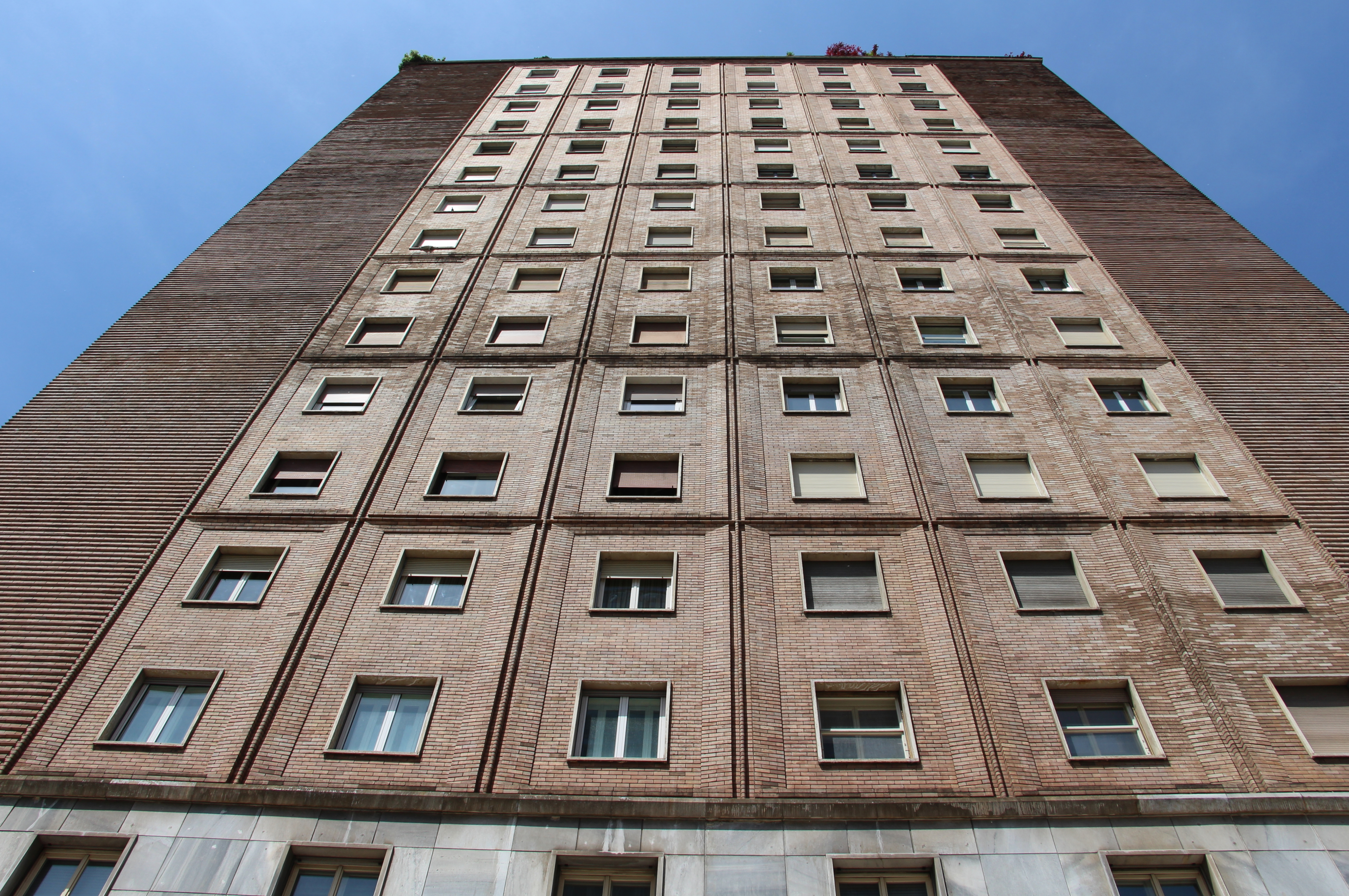